# 枚方市立氷室小学校
枚方市立氷室小学校（ひらかたしりつ ひむろしょうがっこう）は、大阪府枚方市尊延寺三丁目にある公立小学校。算数の少人数授業や国際理解教育アドバイザーによる英語教育等を実施している。
枚方市東部に立地し、校区は京都府京田辺市と奈良県生駒市の2府県に接している。

## 沿革
明治時代初期の1872年に、当時の交野郡尊延寺村（町村制実施で北河内郡氷室村、その後合併で津田町）に設置された学校を起源としている。
- 1872年 - 堺県河内国第六区郷学校分校として、交野郡尊延寺村・来雲寺に開設。
- 1880年 - 尊延寺村大字平松の土地を開墾し、平松小学校を設置。
- 1891年 - 交野郡平松尋常小学校に改称
- 1896年 - 郡の合併により、北河内郡平松尋常小学校に改称。
- 1902年 - 北河内郡氷室尋常小学校に改称。
- 1908年 - 現在の校地に移転。
- 1912年 - 高等科を設置。北河内郡氷室尋常高等小学校に改称。
- 1941年4月1日 - 国民学校令により、北河内郡氷室国民学校に改称。
- 1947年4月1日 - 学制改革により、津田町立氷室小学校に改称。
- 1955年10月15日 - 津田町が枚方市に編入したことに伴い、枚方市立氷室小学校に改称。
- 1980年4月1日 - 従来の校区の一部を、新設の枚方市立菅原東小学校校区へ分離。

## 通学区域
- 枚方市 大字杉、大字穂谷、大字尊延寺、杉1丁目・2丁目、杉3丁目（一部）、杉北町1丁目（一部）、杉山手3丁目（一部）、杉責谷1丁目、宗谷1丁目・2丁目、尊延寺1丁目-6丁目、氷室台1丁目、穂谷1丁目-4丁目、大字津田（一部）。

## 交通
- 京阪バス 氷室台バス停 南東へ約500m。
- 片町線（学研都市線） 藤阪駅 南東へ約3km。